# Tenthecoris
Tenthecoris is een geslacht van wantsen uit de familie van de Miridae (Blindwantsen). Het geslacht werd voor het eerst wetenschappelijk beschreven door Scott in 1886.

## Soorten
Het genus bevat de volgende soorten:

- Tenthecoris angustimarginatus Hsiao & Sailer, 1947
- Tenthecoris bahiensis Carvalho, 1985
- Tenthecoris balloui Hsiao & Sailer, 1947
- Tenthecoris bicolor J. Scott, 1886
- Tenthecoris boliviensis Carvalho & Gomes, 1971
- Tenthecoris carioca Carvalho & Gomes, 1971
- Tenthecoris colombiensis Hsiao & Sailer, 1947
- Tenthecoris confusus Hsiao & Sailer, 1947
- Tenthecoris costaricensis Carvalho, 1954
- Tenthecoris distinguendus Hsiao & Sailer, 1947
- Tenthecoris ecuadorensis Carvalho, 1954
- Tenthecoris exitiosus (Distant, 1889)
- Tenthecoris figueiredoi Carvalho, 1950
- Tenthecoris generosus (Stål, 1862)
- Tenthecoris hsiaoi Carvalho, 1948
- Tenthecoris iheringi Carvalho, 1985
- Tenthecoris nanus Carvalho, 1948
- Tenthecoris nigroplagiatus (Stal, 1860)
- Tenthecoris orchidearum (Reuter, 1902)
- Tenthecoris rubrus Carvalho, 1985
- Tenthecoris tillandsiae Henry, 2016
- Tenthecoris venezuelensis Hsiao & Sailer, 1947
- Tenthecoris vestitus (Distant, 1884)